# همه پولاتو برای شب عید نذار
« همه پولاتو برای شب عید نذار» (به انگلیسی: Don't Save It All for Christmas Day) تک‌آهنگی از هنرمند اهل کانادا سلین دیون است که در ۴ دسامبر ۲۰۰۰ منتشر شد.